# Olivo (araldica)
In araldica l'olivo è simbolo di pace, vittoria, fama e gloria immortale. È forse l'albero più famoso nella storia e nella mitologia, a cominciare dal ramoscello di olivo portato nel becco dalla colomba uscita dall'arca di Noè, al mito della disputa tra Atena e Poseidone per dare il nome alla città fondata da Cecrope nell'Attica: l'olivo fatto spuntare dalla dea le diede l'onore di chiamare Atene la città. L'olivo è stato spesso assunto nello stemma da chi aveva stipulato una tregua o una pace.
L'olivo è molto presente nell'araldica civica, particolarmente in quella italiana.

olivo sradicato al naturale (Imperia)
due rami decussati di alloro e di olivo, fruttati al naturale (Levico Terme)
albero d'ulivo sradicato d'oro (Torregrotta)
D'oro, all'olivo sradicato di verde, al capo di nero (Els Guiamets, Spagna)
Albero di olivo (Żebbuġ, Malta)
Ramoscello di Olivo (Arnasco)
Ramoscello di Olivo (Onzo)